# Тёркин на том свете
Тёркин на том све́те — поэма, написанная Александром Твардовским в 1944—1963 годах, продолжающая сюжет, начатый в «Книге про бойца» с неунывающим солдатом Василием Тёркиным. В отличие от предыдущей книги, эта книга имеет малое отношение к войне, а представляет собой острую сатиру на социалистический образ жизни, бюрократизацию общества и сталинизм. Поэма стала одним из самых ярких событий «оттепели».

## Сюжет
Погибший во время боя боец Тёркин оказывается на том свете, обнаруживая что и там есть жизнь, вернее некоторое её подобие. Тёркин узнаёт, что даже на том свете есть «железный занавес», и он делится на «наш», социалистический и «научно правильный», и «их», буржуазный. «Наш» — это до предела забюрократизированный мир, в котором нет трудящихся, а есть только руководители и учёт. Также на «нашем том свете» есть ГУЛаг, куда попадают умершие в земном ГУЛаге, а руководит всеми по-прежнему Верховный, в котором без труда узнаётся Сталин. «Их тот свет» представляет собой сплошной разврат, но для «своих людей» можно посмотреть в заветную стереотрубу на разложение «буржуазного» того света. В качестве проводника-Вергилия (см. Божественная комедия) по социалистическому аду выступает ранее погибший боевой товарищ Василия.
В финале Тёркин, не потерявший волю к жизни, сбегает с того света и оказывается живым в новогоднюю ночь на фронте.
Весь в поту, статейки правит,

Водит носом взад-вперёд:

То убавит, то прибавит,

То своё словечко вставит,

То чужое зачеркнёт.

То его отметит птичкой,

Сам себе и Глав и Лит,

То возьмёт его в кавычки,

То опять же оголит.

## Борьба с цензурой и первая публикация
«Тёркин на том свете» в раннем варианте был зачитан автором в узком писательском кругу в 1954 году в присутствии Н. С. Хрущёва, однако 23 июля 1954 секретариат ЦК под председательством того же Хрущёва принял постановление, осуждающее Твардовского. В 1956 году Твардовский попытался напечатать поэму, но снова неудачно. Лишь после XX и особенно XXII съездов партии, когда ветры задули в другую сторону, а Сталина вынесли из мавзолея, поэма получила личное одобрение Хрущёва и 17 августа 1963 года была впервые опубликована в газете «Известия», потом в журнале «Новый мир», а затем вышла и отдельным изданием.
Сам Твардовский на страницах поэмы высказал своё отношение к многочисленным редакторам и цензорам, посчитав, что даже на том свете в эту профессию попадают лишь самые тупые и бездарные.
Первое издание иллюстрировал Орест Верейский, автор классического образа Тёркина, иллюстрировавший предыдущие книги о нём.